# Demetrious Johnson
Demetrious Khrisna Johnson (Madisonville, Kentucky; 13 de agosto de 1986) es un artista marcial mixto estadounidense retirado que compitió en Ultimate Fighting Championship (UFC) y ONE Championship, donde fue campeón mundial de peso mosca (125 lb).
Conocido por sus rápidos golpes y movimientos esquivos, tiene el récord de la finalización más tardía en la historia de UFC con una victoria por sumisión a los 4:59 del quinto asalto contra Kyoji Horiguchi. También tiene el récord de más finalizaciones en la historia de la división peso mosca de UFC con 7. Johnson es ampliamente considerado como uno de los mejores luchadores de MMA de todos los tiempos e incluso es considerado el mejor luchador de artes marciales mixtas de todos los tiempos.
Fue campeón de peso mosca de Ultimate Fighting Championship desde 2012 hasta 2018, con 11 defensas exitosas (récord de la promoción), hasta que Henry Cejudo cortó su racha en una controvertida decisión dividida. Johnson se encuentra como el peso mosca No.2 en el mundo por Sherdog.

## Primeros años
Demetrious creció en Parkland, Washington, donde asistió a Washington High School y fue un atleta destacado en atletismo, lucha libre y campo a través. Se interesó en el atletismo con el objetivo de mejorar su cardio para la lucha. En la lucha, obtuvo tercero y segundo puesto en el campeonato del Estado de Washington en su año júnior y sénior respectivamente. También compitió en el Campeonato del Estado en atletismo en pista y en esquí.

## Carrera en artes marciales mixtas

### Inicios de su carrera

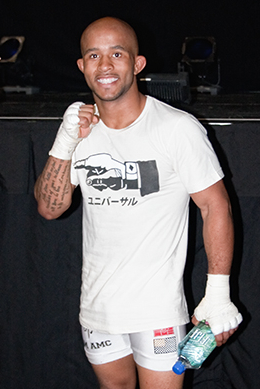
Johnson en 2009

Demetrious originalmente comenzó a entrenar en artes marciales mixtas (MMA) como un pasatiempo, y continuó durante dos años antes de ser invitado a AMC Pankration, donde conocería al pionero de las MMA Matt Hume, quien había estado explorando a Johnson y organizó el evento donde Johnson hizo su debut en las MMA. Comenzó su carrera en MMA como aficionado en 2006, ganando por nocaut en el primer asalto.
Johnson comenzó su carrera profesional en 2007 y ganó en su debut profesional por nocaut en la primera ronda. Johnson apareció en varios programas locales y ganó sus siguientes ocho peleas, incluyendo cuatro seguidas por sumisión. Johnson peleó en Alaska Fighting Championships en Anchorage y ganó la pelea por KO, lo que le valió para ganar un contrato con WEC. 

### Ultimate Fighting Championship
Johnson se enfrentó a Norifumi Yamamoto el 5 de febrero de 2011 en UFC 126. Jonhson ganó la pelea por decisión unánime.
El 28 de mayo de 2011, Johnson se enfrentó a Miguel Torres en UFC 130. Jonhson ganó la pelea por decisión unánime.
Johnson se enfrentó a Dominick Cruz por el campeonato de peso gallo el 1 de octubre de 2011 en UFC on Versus 6. Jonhson perdió la pelea por decisión unánime.
Johnson se enfrentó a Ian McCall el 3 de marzo de 2012 en UFC on FX 2. Originalmente Johson ganó la pelea por decisión mayoritaria, pero más tarde se anunció que la pelea había sido declarada empate mayoritario. Tras el evento, ambos peleadores ganaron el premio a la Pelea de la Noche.
El 8 de junio de 2012, Johnson se enfrentó a Ian McCall en UFC on FX 3. Johnson ganó la pelea por decisión unánime.

#### Campeonato de Peso Mosca
Johnson se enfrentó a Joseph Benavidez el 22 de septiembre de 2012 en UFC 152. Jonhson ganó la final del Torneo de Peso Mosca y el campeonato de peso mosca.
Johnson se enfrentó a John Dodson el 26 de enero de 2013 en UFC on Fox 6. Jonhson ganó la pelea por decisión unánime, defendiendo así el campeonato. Tras el evento, ambos peleadores ganaron el premio a la Pelea de la Noche.
El 27 de julio de 2013, Johnson se enfrentó a John Moraga en UFC on Fox 8. Johson ganó la pelea por sumisión en la quinta ronda, defendiendo así el campeonato y ganando el premio a la Sumisión de la Noche.
Johnson se enfrentó a Joseph Benavidez en la revancha por el campeonato de peso mosca el 14 de diciembre de 2013 en UFC on Fox 9. Johnson ganó la revancha de forma contundente por nocaut en la primera ronda, siendo la primera persona en noquear a Benavidez. El final llegó a los 2:08 de la primera ronda, siendo el KO más rápido en la breve historia de la división de peso mosca de la UFC.
Johnson se enfrentó a Ali Bagautinov el 14 de junio de 2014 en UFC 174. Johnson ganó la pelea por decisión unánime reteniendo así el campeonato.
El 27 de septiembre de 2014, Johnson se enfrentó a Chris Cariaso en UFC 178. Johnson ganó la pelea por sumisión en la segunda ronda, reteniendo así el campeonato.
El 25 de abril de 2015, Johnson se enfrentó a Kyoji Horiguchi en UFC 186. Johnson ganó la pelea por sumisión a falta de 1 segundo para finalizar el combate, lo que la convierte en la finalización más tardía en la historia de UFC por sumisión, mientras que Yair Rodríguez tiene la finalización más tardía en UFC por KO en una pelea con Chang Sung Jung. Tras el evento, Johnson ganó el premio a la Actuación de la Noche.
Johnson se enfrentó a John Dodson el 5 de septiembre de 2015 en UFC 191. Johnson ganó la pelea por decisión unánime.
Johnson se enfrentó a Henry Cejudo el 23 de abril de 2016 en UFC 197. Johnson ganó la pelea por nocaut técnico en la primera ronda, defendiendo así el campeonato por octava ocasión y ganando el premio a la Actuación de la Noche.
Johnson se enfrentó a Tim Elliott el 3 de diciembre de 2016 en The Ultimate Fighter 24 Finale. Ganó la pelea por decisión unánime reteniendo el título.
El 15 de abril de 2017, Johnson se enfrentó a Wilson Reis en UFC on Fox 24. Johnson ganó la pelea por sumisión en la tercera ronda y empató el récord de defensas consecutivas de un título en la historia de UFC con 10.

#### Récord de defensas de campeonato

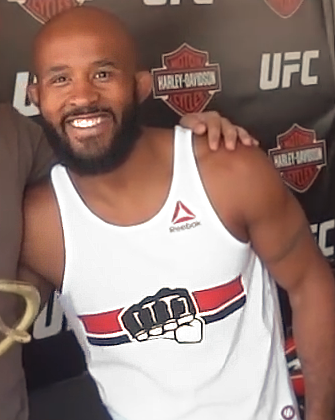
Johnson en 2017

El 7 de octubre de 2017 en el evento UFC 216, Johnson defendió el título frente a Ray Borg en la pelea coestelar del evento. Johnson ganó la pelea por sumisión y rompió así el récord de defensas de un título de UFC con un total de 11 defensas superando a Anderson Silva con quien se encontraba empatado en un récord histórico.
Johnson enfrentó a Henry Cejudo en una revancha en el UFC 227 el 4 de agosto de 2018 por el Campeonato de peso mosca de la UFC, perdiendo el título por decisión dividida.

### ONE Championship
El 27 de octubre de 2018, Johnson fue traspasado a ONE Championship por el excampeón de peso wélter de ONE, Ben Askren. El 7 de noviembre de 2018, se anunció que Johnson sería uno de los ocho participantes en el Gran Premio de Peso Mosca de ONE. El 19 de diciembre de 2018, se anunció que Johnson se enfrentaría a Yuya Wakamatsu en ONE Championship: A New Era el 31 de marzo de 2019 en el evento inaugural de la promoción en Japón.

##### Gran premio de peso mosca de ONE
En su debut, Johnson derrotó a Yuya Wakamatsu por sumisión en la segunda ronda.
El 2 de agosto de 2019 Johnson se enfrenta a Tatsumitsu Wada en el evento ONE Championship: Dawn of Heroes celebrado en Filipinas, dentro de las semifinales del torneo de peso mosca de ONE. Ganó por decisión unánime.
El 12 de octubre de 2019 Johnson se enfrenta a Danny Kingad, en la final del Gran premio de peso mosca, en el evento ONE Championship: Century Part 1. Demetrious Johnson se hace con el premio tras ganar la pelea por decisión unánime.

##### Intento de conseguir el campeonato de peso mosca de ONE Championship
El 7 de abril de 2021 Johnson se enfrenta al peleador brasileño Adriano Moraes por el campeonato de peso mosca de ONE Championship en el evento ONE on TNT 1. Jonhson es derrotado vía nocaut por una combinación de rodillazos y puñetazos.

##### Demetrious Johnson vs. Rodtang Jitmuangnon
El 15 de septiembre de 2021 se anunció que Johnson se enfrentaría a Rodtang Jitmuangnon, el campeón de peso mosca de Muay Thai de ONE Championship , y considerado por muchos peleadores como el mejor peleador libra por libra de Muay Thai. La pelea se desarrollaría en el asalto 1 y 3 bajos las reglas de Muay Thai de ONE y los asaltos 2 y 4 bajo las reglas de MMA de ONE. Debido a la pandemia el enfrentamiento se reprogramaría en el calendario hasta el día 26 de marzo de 2022 en el evento ONE Championship X.  Jhonson se hace con la victoria por la vía de la sumisión mediante un mataleón en el segundo asalto.

##### Campeón de peso mosca de ONE Championship

###### Johnson vs Moraes II
El 27 de agosto de 2022 Johnson se enfrentó en un combate de revancha a Adriano Moraes en el evento ONE on Prime Video 1. Johnson ganó el combate en el cuarto asalto por KO mediante una rodilla voladora que impactó en la cabeza de Adriano Moraes. Se convirtió en el campeón de peso mosca de ONE.

## Carrera de lucha
Johnson ingresó al Campeonato Mundial Master IBJJF el 31 de agosto de 2023 para competir en la división de peso pluma Master 2 de cinturón marrón. Johnson derrotó a 6 oponentes y ganó una medalla de oro en el evento.

## Estilo de pelea
El comentarista de UFC Joe Rogan, ESPN.com y otros medios de comunicación han llamado a Johnson el «mejor artista de artes marciales mixtas del mundo». Conocido como uno de los luchadores más rápidos de MMA, la experiencia en artes marciales de Johnson se centra en la lucha libre, que utiliza eficazmente para controlar dónde se lleva a cabo la pelea y conseguir numerosos derribos en un solo combate cuando es necesario. Además de su base de lucha libre, Johnson también es reconocido por sus movimientos rápidos y esquivos. Se destaca por su capacidad para lanzar golpes rápidos y patadas a la cabeza o al cuerpo, y luego escapar rápidamente del alcance del oponente. También es conocido por su capacidad de contraatacar mientras está de pie. Durante los agarres de la parte superior del cuerpo, Johnson también ha utilizado la ciruela de Muay Thai mientras mezcla una serie de codos y rodillas. Para complementar su base de lucha tradicional, Johnson también está entrenado en la lucha libre con su entrenador Matt Hume, como es evidente por su transición directa de suplex a armlock de estilo catch contra Ray Borg y su sumisión con doble bloqueo de muñeca (también conocido como Kimura) de Chris Cariaso.
Johnson es conocido por realizar entrenamiento cruzado y visitar a otros atletas para aprender diferentes técnicas, como el veterano de ADCC y compañero luchador de ONE Championship, Garry Tonon.

## Vida personal
Johnson tuvo una infancia dura, habiendo nacido prematuramente, fue criado por su madre sorda y un padrastro abusivo. Johnson nunca ha conocido a su padre biológico, «Nunca he visto una foto de él, ni una vista, nada». Lo más importante que le ha ayudado a pasar de su pasado es su esposa, Destiny Bartels. Él dice que «ella es lo mejor que me ha pasado a mí y sin ella, la vida estaría incompleta». Se casaron el 11 de mayo de 2012, en Hawái. Tienen dos hijos: Tyron, nacido en 2013, y Maverick, nacido el 15 de abril de 2015, y una hija que nació en agosto de 2018.
Johnson es un ávido jugador y transmite a través de YouTube con el nombre de usuario «Mighty», su apodo como peleador.

## Campeonatos y logros
- ONE Championship
  - Campeón de peso mosca de ONE (2022)
  - Campeón del Gran Premio de peso mosca de ONE (2019)
- Ultimate Fighting Championship
  - Campeón de Peso Mosca de UFC (una vez, inaugural)
  - Más defensas titulares en la historia de la división de peso mosca (once)
  - Más defensas titulares consecutivas en la historia de UFC (once)
  - Torneo Peso Mosca de UFC 2012 (campeón)
  - Actuación de la Noche (cuatro veces)
  - Pelea de la Noche (tres veces)
  - KO de la Noche (una vez)
  - Sumisión de la Noche (una vez)
  - Más victorias en la división de peso mosca (once)
  - Primer peso mosca en encabezar un evento de UFC con Ian McCall
  - KO más rápido en la historia de peso mosca (2:08 de la primera ronda vs. Joseph Benavidez)[56]

- Inside MMA
  - Peleador Revelación del Año (2012)

- Sherdog
  - Equipo más violento del Año (2013)

- MMAInsider.net
  - Peleador del Año (2013)[57]

- MMA Nuts.com
  - Peleador del Año (2013)[58]

- Fight Matrix.com
  - Peleador Masculino del Año (2013)

- FoxSports.com
  - Peleador del Año (2013)[59]

- MMAWeekly.com
  - Peleador del Año (2013)[60]

## Récord en artes marciales mixtas
| Récord profesional | Récord profesional | Récord profesional |
| 30 peleas          | 25 victorias       | 4 derrotas         |
| ------------------ | ------------------ | ------------------ |
| Nocaut             | 5                  | 1                  |
| Sumisión           | 8                  | 0                  |
| Decisión           | 12                 | 3                  |
| Empate             | 1                  | 1                  |

| Resultado | Récord | Oponente          | Método                      | Evento                                               | Fecha                    | Ronda | Tiempo | Localización            | Notas |
| --------- | ------ | ----------------- | --------------------------- | ---------------------------------------------------- | ------------------------ | ----- | ------ | ----------------------- | --- |
| Victoria  | 25–4–1 | Adriano Moraes    | Decisión (unánime)          | ONE Fight Night 10                                   | 5 de mayo de 2023        | 5     | 5:00   | Colorado                | Defendió el Campeonato Peso mosca de ONE .                                                                   |
| Victoria  | 24–4–1 | Adriano Moraes    | KO (rodillazo volador)      | ONE on Prime Video 1                                 | 27 de agosto de 2022     | 4     | 3:50   | Singapur                | Ganó el Campeonato Peso mosca de ONE .                                                                       |
| Derrota   | 23–4–1 | Adriano Moraes    | KO (rodillazo y golpes)     | ONE on TNT 1                                         | 7 de abril de 2021       | 2     | 2:24   | Singapur                | Por el Campeonato Peso mosca de ONE .                                                                        |
| Victoria  | 23–3–1 | Danny Kingad      | Decisión (unánime)          | ONE Championship: Century Part 1                     | 12 de octubre de 2019    | 3     | 5:00   | Tokio                   | Ganó el Gran Premio de Peso Mosca de ONE.                                                                    |
| Victoria  | 22–3–1 | Tatsumitsu Wada   | Decisión (unánime)          | ONE Championship: Dawn of Heroes                     | 2 de agosto de 2019      | 3     | 5:00   | Pásay                   | Semifinal del Gran Premio de Peso Mosca de ONE.                                                              |
| Victoria  | 21–3–1 | Yuya Wakamatsu    | Sumisión (guillotine choke) | ONE Championship: A New Era                          | 31 de marzo de 2019      | 2     | 2:40   | Tokio                   | Cuartos de final del Gran Premio de Peso Mosca de ONE.                                                       |
| Derrota   | 20–3–1 | Henry Cejudo      | Decisión (dividida)         | UFC 227                                              | 4 de agosto de 2018      | 5     | 5:00   | Los Ángeles, California | Perdió el Campeonato de Peso Mosca de UFC; Pelea de la Noche.                                                |
| Victoria  | 20–2–1 | Ray Borg          | Sumisión (armbar)           | UFC 216                                              | 7 de octubre de 2017     | 5     | 3:15   | Las Vegas, Nevada       | Defendió el Campeonato de Peso Mosca de UFC; Rompe récord de defensas de título (11); Actuación de la Noche. |
| Victoria  | 19–2–1 | Wilson Reis       | Sumisión (armbar)           | UFC on Fox: Johnson vs. Reis                         | 15 de abril de 2017      | 3     | 4:47   | Kansas City, Misuri     | Defendió el Campeonato de Peso Mosca de UFC; Actuación de la Noche.                                          |
| Victoria  | 18–2–1 | Tim Elliott       | Decisión (unánime)          | The Ultimate Fighter: Tournament of Champions Finale | 3 de diciembre de 2016   | 5     | 5:00   | Las Vegas, Nevada       | Defendió el Campeonato de Peso Mosca de UFC.                                                                 |
| Victoria  | 17–2–1 | Henry Cejudo      | TKO (rodillazos y golpes)   | UFC 197                                              | 23 de abril de 2016      | 1     | 2:49   | Las Vegas, Nevada       | Defendió el Campeonato de Peso Mosca de UFC; Actuación de la Noche.                                          |
| Victoria  | 16–2–1 | John Dodson       | Decisión (unánime)          | UFC 191                                              | 5 de septiembre de 2015  | 5     | 5:00   | Las Vegas, Nevada       | Defendió el Campeonato de Peso Mosca de UFC.                                                                 |
| Victoria  | 15–2–1 | Kyoji Horiguchi   | Sumisión (armbar)           | UFC 186                                              | 25 de abril de 2015      | 5     | 4:59   | Montreal                | Defendió el Campeonato de Peso Mosca de UFC; Actuación de la Noche.                                          |
| Victoria  | 14–2–1 | Chris Cariaso     | Sumisión (kimura)           | UFC 178                                              | 27 de septiembre de 2014 | 2     | 2:29   | Las Vegas, Nevada       | Defendió el Campeonato de Peso Mosca de UFC.                                                                 |
| Victoria  | 13–2–1 | Ali Bagautinov    | Decisión (unánime)          | UFC 174                                              | 14 de junio de 2014      | 5     | 5:00   | Vancouver               | Defendió el Campeonato de Peso Mosca de UFC.                                                                 |
| Victoria  | 12–2–1 | Joseph Benavidez  | KO (golpe)                  | UFC on Fox: Johnson vs. Benavidez 2                  | 14 de diciembre de 2013  | 1     | 2:08   | Sacramento, California  | Defendió el Campeonato de Peso Mosca de UFC; KO de la Noche.                                                 |
| Victoria  | 11–2–1 | John Moraga       | Sumisión (armbar)           | UFC on Fox: Johnson vs. Moraga                       | 27 de julio de 2013      | 5     | 3:43   | Seattle, Washington     | Defendió el Campeonato de Peso Mosca de UFC; Sumisión de la Noche.                                           |
| Victoria  | 10–2–1 | John Dodson       | Decisión (unánime)          | UFC on Fox: Johnson vs. Dodson                       | 26 de enero de 2013      | 5     | 5:00   | Chicago, Illinois       | Defendió el Campeonato de Peso Mosca de UFC; Pelea de la Noche.                                              |
| Victoria  | 9–2–1  | Joseph Benavidez  | Decisión (dividida)         | UFC 152                                              | 22 de septiembre de 2012 | 5     | 5:00   | Toronto                 | Ganó el Campeonato de Peso Mosca de UFC.                                                                     |
| Victoria  | 8–2–1  | Ian McCall        | Decisión (unánime)          | UFC on FX: Johnson vs. McCall                        | 8 de junio de 2012       | 3     | 5:00   | Sunrise, Florida        | Eliminatoria por el título.                                                                                  |
| Empate    | 7–2–1  | Ian McCall        | Empate (mayoritario)        | UFC on FX: Alves vs. Kampmann                        | 3 de marzo de 2012       | 3     | 5:00   | Sídney                  | Eliminatoria por el título; Pelea de la Noche.                                                               |
| Derrota   | 7–2    | Dominick Cruz     | Decisión (unánime)          | UFC Live: Cruz vs. Johnson                           | 1 de octubre de 2011     | 5     | 5:00   | Washington D.C          | Por el Campeonato de Peso Gallo de UFC.                                                                      |
| Victoria  | 7–1    | Miguel Torres     | Decisión (unánime)          | UFC 130                                              | 28 de mayo de 2011       | 3     | 5:00   | Las Vegas, Nevada       | |
| Victoria  | 6–1    | Norifumi Yamamoto | Decisión (unánime)          | UFC 126                                              | 5 de febrero de 2011     | 3     | 5:00   | Las Vegas, Nevada       | Debut en UFC.                                                                                                |
| Victoria  | 5–1    | Damacio Page      | Sumisión (guillotine choke) | WEC 52                                               | 11 de noviembre de 2010  | 3     | 2:27   | Las Vegas, Nevada       | |
| Victoria  | 4–1    | Nick Pace         | Decisión (unánime)          | WEC 51                                               | 30 de septiembre de 2010 | 3     | 5:00   | Broomfield, Colorado    | |
| Derrota   | 3–1    | Brad Pickett      | Decisión (unánime)          | WEC 48                                               | 24 de abril de 2010      | 3     | 5:00   | Sacramento, California  | |
| Victoria  | 3–0    | Jesse Brock       | KO (patada a la cabeza)     | AFC 68                                               | 10 de febrero de 2010    | 1     | 1:06   | Anchorage, Alaska       | |
| Victoria  | 2–0    | Marshall Carlyle  | TKO (golpes)                | AFC 67                                               | 13 de enero de 2010      | 2     | 0:51   | Anchorage, Alaska       | |
| Victoria  | 1–0    | Frankie Mendez    | Sumisión (rear-naked choke) | King of the Cage: Thunderstruck                      | 15 de agosto de 2009     | 1     | 4:38   | Everett, Washington     | |

## Récord en eventos de reglas mixtas
| Resultado | Récord | Oponente            | Método                                | Evento             | Fecha               | Ronda | Tiempo | Localización      | Notas                                                                 |
| --------- | ------ | ------------------- | ------------------------------------- | ------------------ | ------------------- | ----- | ------ | ----------------- | --------------------------------------------------------------------- |
| Victoria  | 1-0    | Rodtang Jitmuangnon | Sumisión ( estrangulamiento mataleón) | ONE Championship X | 26 de marzo de 2022 | 2     | 2:13   | Kallang, Singapur | Cuatro rondas de tres minutos alternando entre reglas MMA y Muay Thai |

## Peleas en Pay-per-view
| N.º            | Evento         | Pelea                  | Fecha                    | Sede                   | Ciudad                              | Compras de PPV |
| -------------- | -------------- | ---------------------- | ------------------------ | ---------------------- | ----------------------------------- | -------------- |
| 1.             | UFC 174        | Johnson vs. Bagautinov | 14 de junio de 2014      | Rogers Arena           | Vancouver, British Columbia, Canadá | 115,000        |
| 2.             | UFC 178        | Johnson vs. Cariaso    | 27 de septiembre de 2014 | MGM Grand Garden Arena | Las Vegas, Nevada, Estados Unidos   | 205,000        |
| 3.             | UFC 186        | Johnson vs. Horiguchi  | 15 de abril de 2015      | Bell Centre            | Montreal, Quebec, Canadá            | 125,000        |
| 4.             | UFC 191        | Johnson vs. Dodson 2   | 5 de septiembre de 2015  | MGM Grand Garden Arena | Las Vegas, Nevada, Estados Unidos   | 115,000        |
| Ventas totales | Ventas totales | Ventas totales         | Ventas totales           | Ventas totales         | Ventas totales                      | 560,000        |